# Il principe scalzo
Il principe scalzo è un romanzo di Laura Mancinelli pubblicato da Einaudi nel 1999.

## Trama
Il giovane Enrico (o Arrigo) IV vive la sua infanzia in solitudine e tristezza, confortato da Williram, un abate dell'Abbazia di Ebersberg, suo grande amico e confidente.
A soli sedici anni è costretto a sposare, per motivi d’interesse e contro la sua volontà, una donna a lui del tutto sconosciuta.
Intanto la situazione politica in Germania diventa sempre più instabile a causa del nuovo pontefice, Ildebrando di Soana ovvero Gregorio VII. Il Papa appena nominato dichiara di avere in progetto di purificare la Chiesa liberandola da concubinari e simoniaci e con il Dictatus papae del 1075 ribadisce, tra le diverse prerogative, la supremazia del papato sul regime imperiale, minacciando di poter scomunicare liberamente qualsiasi sovrano.
Così Enrico lo fa dichiarare decaduto e deposto. Ma l'imperatore viene immediatamente scomunicato e si vede costretto a chiedere il perdono al pontefice.
Giunto perciò a Canossa viene punito molto severamente e sopravvive alla pena solo grazie all'aiuto e all'affetto di Matilde di cui si innamora.
Dopo aver ottenuto il perdono del Papa, torna in Germania, riunisce tutti i principi a lui fedeli e oltrepassa nuovamente le Alpi per catturare Gregorio VII.
Nonostante il successo e la supremazia raggiunta, Enrico è triste: Williram è morto durante il viaggio e Matilde ha sposato un suo acerrimo nemico. Lui, invece, è molto potente ma solo, senza affetti.